# Maria Luisa Fagioli
Maria Luisa Fagioli Cipriani (Roma, 21 giugno 1922 – 31 maggio 1998) è stata una scrittrice, traduttrice, autrice televisiva e radiofonica italiana.

## Biografia
Nata e vissuta a Roma, Maria Luisa (detta Chiffonnette) Fagioli è figlia di una insegnante e di un uomo politico antifascista. Segue studi classici e si laurea in lingua e letteratura inglese presso l'Università degli Studi di Roma “La Sapienza”. Nell'inverno del 1943-1944 entra in contatto con la Resistenza e svolge compiti ausiliari. Finita la guerra è per breve tempo Commissario di bordo sulle navi per le rotte atlantiche. Vince una borsa di studio Fulbright e si trasferisce a Seattle (USA) dove segue un corso universitario di perfezionamento in lingua e letteratura inglese. 
Alla fine degli anni quaranta inizia a Roma la sua carriera di insegnante e, tra le attività parallele, fonda il Circolo del Cinema studenti medi, che fa capo alla FICC (Federazione italiana dei circoli del cinema). Nel 1953 si sposa con un giornalista, Ivano Cipriani, con il quale passerà tutta la vita; avranno due figli, Furio e Liù . 
Negli anni cinquanta e successivi traduce varie opere letterarie dal francese e dall'inglese per gli editori Mondadori, Parenti, Editori Riuniti e Club degli editori. Ai primi degli anni ‘60 torna negli Stati Uniti per una ricerca finanziata dalla Mondadori su documenti originali dei nativi d'America. La sua ricerca si sposterà poi, in particolare, sulle civiltà mesoamericane.
Ai primi degli anni Settanta si prepensiona dalla scuola per dedicarsi interamente alle sue ricerche. Collabora con il Dipartimento di studi americani dell'Università di Roma “La Sapienza” e nel 1983 esce il suo primo libro sui miti degli aztechi, presentato a Roma dalla Società Dante Alighieri e, in seguito, in un meeting universitario a San Luis Potosí, in Messico. Seguirà a questo il ciclo dei tre libri dedicati a Cristoforo Colombo, uno nel 1985, presentato a Roma presso la Sala del Cenacolo di Montecitorio, e due nel 1992, in occasione del cinquecentenario della scoperta dell'America. Sempre nel ‘92 esce un altro suo volume, un censimento delle antiche opere di argomento americano (XVI e XVII secolo) presenti nelle biblioteche romane, in collaborazione con il Dipartimento di studi americani dell'Università di Roma, con l'Istituto Italo Latino Americano e con la dr.ssa Camilla Cattarulla. Il volume è presentato a Roma, a cura dell'Università Roma Tre e del Dipartimento di Studi Americani, all'Istituto Italiano di Cultura di New York e successivamente alla Columbia University (NY).
Negli stessi anni collabora con la RAI (radio e tv) come soggettista, sceneggiatrice e autrice di testi, per programmi educativi e culturali. Si ammala di tumore mentre sta concludendo una nuova ricerca sugli antichi libri d'America nella Biblioteca Marciana e nelle altre biblioteche veneziane. Lascia una serie di quaderni di appunti destinati ad esser di base ad un altro libro che avrebbe dovuto tornare sul tema dei popoli precolombiani. Ha collaborato a numerosi quotidiani e riviste, tenuto conferenze e lezioni nelle università.

## Opere
- Oltre il mito, Messico antico: leggenda e storia. Quaderni di letteratura d'America, 1, Roma, Bulzoni, 1983, p.225;[10]
- Cristoforo Colombo: Il Medio Evo alla prova, Torino, ERI, 1985,  p. 253, OCLC 14692920.[11] (menzione speciale al Premio Fregene)[12]
- Oltre le colonne d'Ercole, la colonia America. Torino, ERI, 1992, ISBN 88-397-0710-7;[13]
- Cristoforo Colombo, I diari di bordo,(a cura), Pordenone, Edizioni Studio Tesi, 1992, ISBN 978-88-7692-330-2;
- Antichi libri d'America. Censimento romano: 1493-1701, Dipartimento di studi Americani Università degli Studi di Roma Tre, Roma, Edizioni associate, 1992, ISBN 88-267-0176-8.[14]

## Traduzioni
- Jacques Lemarchand, Stefania – Parentesi, Milano, Mondadori, 1953;[15]
- Colette, Julie De Carneilhan, Milano, Mondadori, 1958;[16]
- Henry de Montherlant, Ragazze, Milano, Mondadori, 1958;
- Richard Wright, Il lungo sonno, Milano, Mondadori, 1962;[17]
- Armand Mattelart, Multinazionali e comunicazioni di massa, Roma, Editori Riuniti, 1977, ISBN 978-88-359-1205-7;
- William Morris, Come potremmo vivere, Roma, Editori Riuniti, 1979, ISBN 88-359-2002-7;
- In collaborazione con Elsa Fubini traduce: Harvey Matusow, Falso testimone, Firenze, Parenti, 1956;
- Con lo pseudonimo di Luigi Margoli traduce: Pierre Boulle, Le vie della salvezza, Milano, Mondadori, 1960 e Daphne Du Maurier, Il calice di Vandea, Milano, Club degli editori, 1964.

## Lavori per radio e tv
Per il Dipartimento Scuola Educazione della RAI scrive e cosceneggia un programma televisivo in otto puntate dal titolo Dal feudo al borgo alla borghesia per la regia di Gabiella Gabrielli Nello stesso periodo lavora a due trasmissioni radiofoniche a puntate: Il pianeta Messico e I veri americani.

## Collaborazioni
A partire dagli anni '50 collabora alla rivista Cinedidattica della Cineteca Scolastica del Ministero della Pubblica Istruzione e alla rivista Sipra; successivamente ai quotidiani Paese e Paese Sera (anche con lo pseudonimo Luigi Margoli) con inchieste e articoli e negli anni '70 e '80 alla rivista Sapere. Nei '90 collabora a Letterature d'America, rivista dell'Università Roma Tre. Ha collaborato anche con la Scuola “Accademia” per la redazione di una storia antologica de La letteratura italiana: ha scritto i tre volumi sull'800 (Accademia ed., pp. 600).